# Yu Gam-dong
Yu Gam-dong (hangul: 유감동; Hanja: 兪甘同) (morta després de 1428), va ser una notable Gisaeng, ballarina, escriptora, artista i poeta que va viure durant la dinastia coreana Joseon del segle XV. El seu nom Gisaeng era Gamdong.

## Vida
Pertanyia a una família noble de la dinastia Joseon; el seu pare era Yu Gui-su (유귀수, 兪龜壽), alcalde de Hanseong. i es casà amb Choi Jung-ki (최중기, 崔仲基), governador del comtat i cap d'un myeon.
Va ser violada per Kim Yeo-dal (김여달, 金如達) i es va divorciar, convertint-se en Gisaeng. Com a tal va ser activa com a ballarina i poeta. Va escriure poesia i va pintar quadres, però la major part de la seva obra ha estat destruïda o no s'ha conservat.
Com a dona divorciada, es va fer coneguda per la seva vida amorosa, tenint nombrosos amants masculins, quelcom extremadament controvertit a la societat coreana d'aquella època. Segons s'informa, va tenir 39 amants, entre ells el ministre d'Obres Públiques Seong Dal-saeng, el secretari de l'Oficina de l'inspector general Yi Hyo-rye, un artesà, així com el nebot i cunyat del seu marit. Això era tècnicament adulteri, ja que vivia allunyada del seu marit però no divorciada formalment d'ell. Per aquest motiu l'any 1428, d'acord amb la llei, va ser castigada per adulteri, flagel·lada i convertida en esclava per a una oficina governamental d'una regió remota.
Hi havia en aquesta època una severitat creixent en la persecució de les dones adúlteres, i especialment si eren d'origen noble com Yu Gam-dong, Geumeumdong i Dongja, totes elles nobles que havien comès adulteri amb parents masculins i que van ser castigades, i sobretot la noble Eoeuludong, que va ser executada el 1480 després d'un famós escàndol en què havia comès adulteri amb diversos homes, inclosos parents reials, funcionaris de la cort i esclaus. Aquests casos acabaven amb la pena de mort, càstig per l'adulteri femení introduït formalment pel rei Jungjong el 1513.